# 京成3200形電車 (2代)
京成3200形電車（けいせい3200がたでんしゃ）は、2025年（令和7年）に登場した京成電鉄の直流通勤形電車。

## 概要
2019年に投入された3100形に続いて「京成グループ標準車両」として設計・製造される車両で、2024年（令和6年）5月11日に導入が発表された。「人と環境にやさしいフレキシブルな車両」をコンセプトとして、コロナ禍やインバウンド需要増加の経験を踏まえて輸送需要の変化に応じたフレキシブルな運用が可能なよう開発された。
2025年（令和7年）1月24日に宗吾車両基地で報道陣向けに公開され、同年2月22日に最初の編成が営業運転を開始した。

## 車両概説
1972年に登場した3500形以来、53年振りの組成組み換えが可能な車両である。本系列では、2両単位で組成の変更が可能である。

### 車体
3000形や3100形と同じく、いわゆる「日車式ブロック工法」による、軽量ステンレス製18m級車体。
車体帯は、京成電鉄の伝統的なヒューマンレッド■とフューチャーブルー■の京成標準色であるが、同色の3000形とは異なり側面の青帯は車体上部に配置に配置されている。
先頭車は、連結時に通り抜け可能な構造となっており、中央に貫通扉を配置した前面設計となっている。
種別・行先表示器は3100形と同様の大型フルカラーLED式を採用し、本系列では途中駅での種別変更表示に対応した。
乗務員室の寸法が拡大された影響で、乗務員室後部は窓が設置されていない。

### 室内設備
明るい白色の化粧板、青色に四角パターン柄の床材を採用し、明るい配色である。
モケットは、一般席を青基調、優先席を赤基調とし、ソメイヨシノ・なのはなをモチーフとした京成線沿線地域を想起させるデザインで、袖仕切りは3100形と同形状のものを採用した。
先頭車に車いすスペース、中間車にフリースペースが設置された。
17インチLCD(液晶)による車内案内表示器を各乗降扉上に2画面設置し、1つが乗換案内・運行情報表示用で、もう1つが広告表示用である。
防犯カメラを1両につき3台設置。非常通話装置と連動し、車内の状況を確認できる機能を、京成電鉄で初めて採用した。

### 主要機器
以下、Mc1・M1（偶数番号車、浦賀寄り）をM1系車、Mc2・M2（奇数番号車、成田空港・ちはら台寄り）をM2系車と呼称する。M1系車＋M2系車の2両で1ユニットを構成する。
制御装置は京成伝統の東洋電機製造製で、3100形同様のハイブリッドSiCモジュール適用IGBT素子VVVFインバータ制御装置（RG6056-A-M）をM1系車に搭載する。補助電源装置は東芝インフラシステムズ製で、100 kVAの装置（INV223-D0）をM2系車に搭載する。
主電動機は東洋電機製造製TDK-6071Aで、3100形と同一である。ただし、M2系車の浦賀方台車には搭載されない。駆動方式はTD平行可とう歯車継手一段減速方式、歯車比は85:14 (6.07) で、こちらも3100形と同一である。
集電装置は、東洋電機製造製のシングルアームパンタグラフをM1系車の成田空港方に搭載する。
電動空気圧縮機は、オイルフリースクロール式の装置をM2系車に搭載する。
制動装置は、全電気指令式の作用装置と受信装置を各車に搭載、3100形までと異なりON-OFF弁方式となっている。雨天時にはワイパーの作動を検知し、先頭車の制動力を自動的に弱める機構を搭載する。
冷房装置は集中式ユニットクーラーを各車1基、暖房装置は座席下に吊り下げ式の装置をそれぞれ搭載する。
台車は電動台車がFS585M、付随台車がFS585Tで、車重増加に対応して3100形のFS583をベースに車軸径が太い物に変更されている。
前述通り、編成の組み換えを可能な形式となっているが、それを容易にするために連結器は電気連結器を併設した密着連結器となっている。

## 運用
直通する他社線でも走行可能な車両設計であるが、京成本線を中心とした自社線内で運行される。

## 今後の予定
2025年5月21日に発表された京成グループ中期経営計画「D2プラン」(計画期間は2025～2027年度) によると、2027年度末までに本形式を90両導入する予定 。
2025年7月に80026Fが当形式に準じた塗装に変更された。